# Келли, Петра
Петра Карин Келли (нем. Petra Karin Kelly, урожд. Леманн, 29 ноября 1947, Гюнцбург — около 19 октября 1992, Бонн) — немецкий политик, активистка борьбы за мир, одна из основателей партии Зелёных.

## Биография
Петра Карин Леман родилась в баварском городе Гюнцбург. Отец оставил семью, когда ей было семь лет. Мать работала целый день, так что Петру воспитывала бабушка. После того, как её мать вышла замуж за американского офицера Джона Э. Келли, фамилия была изменена на Келли. Семья переехала в 1960 году в Соединенные Штаты. С 1966 по 1970 Келли училась по специальности политология и международная политика в Американском университете в Вашингтоне. Восхищавшаяся Мартином Лютером Кингом девушка участвовала в кампаниях Роберта Кеннеди и Хьюберта Хамфри на президентских выборах 1968 года.
В 1979 году участвовала в создании Партии зелёных. Награждена премией «За правильный образ жизни» в 1982 году. В 1983 году стала депутатом Бундестага. В последние годы своей жизни Келли все больше отдалялась от большинства своих коллег по партии из-за прагматичного поворота, предпринятого в то время Зелёными, в то время как она продолжала выступать против любого союза с традиционными политическими партиями.
По официальной версии в 1992 году была застрелена своим партнёром Гертом Бастианом, который после этого застрелился сам. Полиция подсчитала, что смерть, вероятнее всего, наступила 1 октября, однако её точное время не могло быть установлено из-за задержки в обнаружении тел и их начавшегося разложения. Келли была похоронена на кладбище Вальдфридхоф в Вюрцбурге, недалеко от деревни Хайдингсфельд в Нижней Франконии, Бавария.